# 代走
代走（だいそう）とは、
1. 野球やソフトボールにおいて、出塁している走者に代わって出場する選手のこと。ピンチランナー（英: pinch runner）とも。本項で詳述。
2. 鉄道などにおいて、ある運用に就く予定だった車両が検査や故障などで運用に就けない場合に、他の車両で運用をまかなうことを表す俗語。鉄道愛好家や愛好家向けのメディア・趣味誌が使用している用語であり、正式な用法ではない。通常と異なる車両での運用が予定されており、それを実施する場合は単なる鉄道運行計画の実施に過ぎない。また事故や災害などによって運用を差し替える場合は運転整理と言う。
3. 麻雀の競技中において、電話やお手洗い等で席を離れるとき（進行を止めないため）雀荘のメンバーが客の代わりに麻雀を打つこと[1]。麻雀荘独特の用語の一つ。

## 沿革・概要
19世紀に野球が始まった当初は、試合中の怪我や病気などの理由で先発した選手が試合に出られなくなった場合を除いて、選手の交代が認められていなかった。その後1試合に1人ないし2人といった人数制限、あるいはイニングの間のみといった制限のあるルールが運用された期間を経て、1891年に試合中の選手交代を制限なく行うことができる規則が設けられた。これによって、監督は選手交代を作戦のひとつとして戦略的に行えるようになった。
攻撃側は、ボールデッドのときならいつでも、塁上の走者をまだ試合に出場していない控えの選手と交代することができる。このときの交代選手を代走という。なお、投手は最低1人の打席が終了するかイニングが終了するまで交代できないため、1回表の投手に対しては代走を出すことができない。代走は交代した選手の打順に入り、攻守交替時には交代した選手の守備位置以外にもつける。交代した選手の守備位置をそのまま引き継ぐ場合も交代の申告が必要になる。ただし指名打者と交代した時に限りその時から指名打者としての出場になり、指名打者を解除しない限り守備にはつけない。代走と交替した選手は試合から退き、以後その試合で出場することはできない。
以前のプロ野球では、主に競り合った試合の終盤で、代走としてのみ起用される選手（言い換えれば、スターティングメンバーとして打席に入ったり守備に就いたりすることが少ない選手）が多く見られた。延長戦などで控え野手がいなくなった場合には、控え投手が代走として起用されることがある。
身体障害者の大会では、下半身に障害があり満足な走塁が行えない者に対して本人は打撃のみ行い、他の選手を走塁役として起用する形で「代走」が用いられることもある（後述）。

### 安全進塁権を行使できなくなった場合の代走
走者（打者走者を含む）に一個以上の安全進塁権が与えられているとき、通常は、それらの走者が与えられた塁に達するまではそれらの走者を交代させる必要はないが、最初からまたは途中で負傷などにより走塁できなくなった走者（打者走者を含む）については、（ボールインプレイであれば審判員が必要に応じてタイムを宣告し、ボールデッドになった後で）その場から代走と交代できる（公認野球規則5.12(b3)）。例えば、
- 死球または危険球を受けた打者がその場から自力では動けなくなってしまった場合
- 打者が本塁打を打つも、本塁に達する前に脚を痛めて動けなくなってしまった場合

などがこれに該当する。
代走と交代した選手に、本塁までの安全進塁権が与えられていた場合は、公式記録の得点は代走として出場した選手に記録される。
日本プロ野球では、本塁打を打った打者に代走が出されたケースが実際に以下の2例ある（2024年シーズン終了時点）。
- 1969年5月18日、ジムタイル（近鉄バファローズ）が阪急ブレーブス戦（阪急西宮球場）の2回表に本塁打を打つが、一塁へ向かう途中で左脚に肉離れを発症し代走の伊勢孝夫と交代。なお、この事例により1969年のジムタイルの打撃成績は、本塁打8でありながら得点7である（詳細は当該項を参照）。
- 1991年6月18日、彦野利勝（中日ドラゴンズ）が横浜大洋ホエールズ戦（ナゴヤ球場）でサヨナラ本塁打を打つが、一塁ベース付近で右膝の靭帯を断裂し、代走の山口幸司と交代。

代走のみで出場した場合は、連続出場としては記録されない(試合の出場は記録される)。連続出場として記録されるためには、少なくとも自チームのあるイニングの始めから終わりまで守備に就くか、塁に出るかアウトになって打撃を完了する必要がある。ただし、守備の完了、打撃の完了前に審判員によって退場が宣告され試合から除かれた場合には、例外的に連続出場記録として記録される。

### 臨時代走
打順表に記載されているプレーヤーが、他のプレーヤーの代走をすることは、公認野球規則5.10(e)で禁止されている。しかし、日本の高校野球などにおいては、大会の特別規定等で、打者が死球を受けたときや走塁中に負傷したときなどで、走者に治療が必要と審判員が判断した場合に、打順表に記載されているプレーヤーが代走となることを認めていることがある。このような代走を、臨時代走という。三角ベースのような少人数の野球型のゲームにて置かれる透明ランナーに似ているが、臨時代走では実際に人間が置かれる。
日本の高校野球の場合プロ野球より出場登録メンバーの人数が少ないことと、高校野球特別規則 - 11.臨時の代走者に規定があり、以下、これについて記述する。
高校野球特別規則では、次の趣旨の条項がある。
- 臨時代走を送ることができるのは、「試合中、攻撃側選手に不慮の事故などが起き、一時走者を代えないと試合の中断が長引くと審判員が判断したとき」である。
- この代走者は試合に出場している選手に限られ、以下のとおりの選手が起用される（両チームともに指名権はない）。
- 打者が死球などで負傷した場合 : 投手を除いた選手のうち、打撃の完了した直後の者。
- 塁上の走者が負傷した場合 : 投手を除いた選手のうち、その時の打者を除く打撃の完了した直後の者。
- 臨時代走はその代走者がアウトになるか、得点するか、またはイニングが終了するまで継続となる。ただし、臨時代走者に打順が回ってきた場合は、投手を除いた選手のうち、打撃の完了した直後の者を新たな臨時代走者とする。
- 臨時代走者に替えて別の代走を送ることはできるが、負傷した選手に代走が起用されたことになるため、以後負傷選手は出場できない。また、臨時代走者が塁上にいる間は負傷した選手の治療が終了しても交代することはできない。臨時代走者が出塁中に負傷して退いた場合は「臨時代走の臨時代走」として別の走者を起用することはできる。さらに、イニング中に再び元の打者に打順が回ってきた場合は打席に立って試合に復活できる。
- 臨時代走者の記録上の取り扱い : 臨時代走者はあくまでも「仮の」走者であるため、盗塁、得点、残塁などすべてもとの走者の記録と扱われる。

近年では、頭部死球の際は打者の負傷の有無に関わらず、審判員から打者はベンチに戻る様に指示され、臨時代走を出す処置が採られる。
臨時代走のルールは特別規定であるため、監督や審判団の誤解や誤認が生じやすく、規則適用を巡って試合が混乱した事例が散見される。全国大会では、2011年の全国高等学校野球大会（東洋大姫路 - 海星）戦が有名で同校の監督の誤認より選手を交代しなければならない事象が発生した。地方大会では2004年山梨県大会決勝 東海大甲府対甲府工業戦で、臨時代走者を巡る選手交代で審判団がルールを誤認し、誤った選手交代を認め、甲府工業、東海大甲府両校ベンチから指摘があったもののそのまま試合を進めてしまった事例があった。
また、「臨時代走の臨時代走」が出された事例や、1イニングに2度臨時代走が適用され、塁上にいる臨時代走者に打順が回ったような事例もある。

### 打者代走
日本身体障害者野球連盟は、打者が下肢障害者で走塁が困難な場合、別の選手が代わりに走塁することを認めており、これを「打者代走」と呼んでいる。打者代走のスタートラインは三塁線の延長線上からバックネット方向へ1m後退した地点としている。また、打者代走が塁上で自打席を迎えることを禁じている。
島根県障害者スポーツ協会も、ソフトボールで打者代走を認めている。ルールは上記の連盟と同様である。
また、乙武洋匡も小学生時代、クラスメイトと野球で遊ぶ際、打った時は友達に代わりに走塁してもらっていた。

### 代走専門の選手
一部の大会では、通常の出場選手以外に代走専門の選手を登録し、当該選手に限っては通常と異なるルールを適用する例がある。
アメリカのリトルリーグでは「Special pinch runner」として代走専門の選手を各チームが1名登録することができ、当該選手については1イニングに1回代走として起用することが可能となっている。また中東地域で行われるプロリーグのベースボール・ユナイテッドでも「Designated runner」として、同様の制度がある。

## 代走に関する記録

### プロ野球記録
- 通算代走盗塁数 - 鈴木尚広（132盗塁）。
- シーズン代走盗塁数 - 藤瀬史朗（25盗塁、1979年）

## 代走に関する記録・エピソードを持つ選手
- 飯島秀雄 - 元陸上選手。代走要員としてドラフト指名され、打席に立ったのは二軍戦での1打席のみ。
- 盛田嘉哉 - 実働4年、通算出場51試合で代走としての出場のみ。
- 和田康士朗 - 2021年に、従来の記録を大幅に更新する最少打席数の24打席でパ・リーグ盗塁王を獲得[16][注 1]。24盗塁のうち代走での盗塁が21[17]。

## 典型的な代走要員
- 日本プロ野球
  - 今井譲二 - 263試合出場で31打席、得点83、盗塁62、盗塁刺21を記録。
  - 小沢誠 - 50試合出場で2打席、得点17、盗塁6、盗塁刺3を記録。
  - 高波文一 - 628試合出場で452打席、得点132、盗塁59、盗塁刺24を記録。
  - 中野誠吾 - 35試合出場で2打席、得点14、盗塁5、盗塁刺2を記録。
  - 浜中祥和 - 589試合出場で452打席、得点88、盗塁51、盗塁刺27を記録。
  - 羅本新二 - 176試合出場で60打席、得点29、盗塁30、盗塁刺13を記録。
  - 湧川勉 - 104試合出場で31打席、得点15、盗塁9、盗塁刺5を記録。

- メジャーリーグベースボール - 大リーグにはPinch runnerのポジション項目があり、歴史上数名がこのポジション専門で活動した。
  - エディ・フィリップス（英語版） - 1953年セントルイス・カージナルス。9試合出場、得点4。
  - ハーブ・ワシントン（英語版） - 1974-75年オークランド・アスレチックス。105試合出場、得点33、盗塁31。トップス (トレーディングカード)（英語版）社のベースボールカード史上唯一Pinch runnerとして販売された選手としても特筆される。